# Rieden am Forggensee
Rieden am Forggensee är en kommun och ort i Landkreis Ostallgäu i Regierungsbezirk Schwaben i förbundslandet Bayern i Tyskland.
Kommunen ingår i kommunalförbundet Roßhaupten tillsammans med kommunen Roßhaupten.